# アンリ2世 (ギーズ公)
アンリ2世・ド・ギーズ（Henri II de Guise, 1614年4月4日 - 1664年6月2日）は、第5代ギーズ公。ギーズ公シャルル1世と妃でジョワイユーズ女公アンリエットの次男として、パリで生まれた。ギーズ女公マリー、ジョワイユーズ公ルイの兄。

## 生涯
1629年、15歳でランス大司教となったが、1639年に兄フランソワが急死したため世子となった。1640年、イタリアで父が客死した後公位についた。彼はリシュリューに対抗し、ソワソン伯ルイ・ド・ブルボンと陰謀を企み、1641年にラ・マルフェで戦った。このため彼は死刑を宣告され、フランドルへ逃亡した。1643年に死刑を赦免されると帰国した。
また、一族（ヴォーデモン家）が古くから名乗っていたナポリ王位の復活を熱望し、1647年にマサニエッロの叛乱に加わった。この戦いの結果「ナポリ共和王国」の独立宣言がなされ、フランスの後ろ盾をもってギーズ公が支配するとした（ヴェネツィア共和国の元首政をまねたものである）。しかし、機転のきかない彼はすぐにナポリ国民に疎んじられ、マザランの威光でわずかに振り向かせただけだった。共和国瓦解のあと、1648年にスペイン支持派に捕らえられ、1652年まで釈放されなかった。1654年に再度ナポリへ攻撃をかけるが、ロバート・ブレイク指揮下のイングランド艦隊により失敗に帰した。
以後、アンリ2世はルイ14世により家令職を任じられ、パリに住まいを移して1664年に没した。
最初の妻は又従妹にあたるアンヌ・マリー・ド・ゴンザーグで、1639年に駆け落ちで結婚したが、1641年に離婚した。同年にオノリーヌ・ド・グランベルゲと再婚、1643年に離婚した。2度の結婚で子供をもうけなかったため、公位は甥ルイ・ジョゼフが継いだ。